# Алеман, Хорхе
Хорхе Алеман Лавинь (исп. Jorge Alemán Lavigne, род. 30 марта 1951 г., Буэнос-Айрес, Аргентина) — аргентино-испанский писатель и психоаналитик, автор ряда поэтических сборников и трудов на пересечении психоанализа, философии и политики. Почетный профессор Университета Буэнос-Айреса (UBA) и Национального университета им. генерала Сан-Мартина (UNSAM), доктор honoris causa Национального университета Росарио (UNR).
Х. Алеман окончил UBA. К 1972-1976 гг. относятся его первые поэтические публикации, за одну из которых (сборник «Sobre hospicios y expertos navegantes») был награжден премией Национального фонда искусств Аргентины (1976). В 1976 г. вследствие установления в стране военной диктатуры и начала крупномасштабного террора был вынужден эмигрировать в Испанию, где со 2-й пол. 1970-х гг он стал одним из наиболее заметных представителей психоанализа лаканианского толка в Испании.
В различное время Х. Алеман был главой журналов Serie psicoanalítica (первый журнал лаканианской ориентации в Мадриде, основан в 1981 г.), Psicoanálisis en la ciudad, Emboscadura, Estudios psicoanalíticos и других. В 2004-2015 — советник по делам культуры в посольстве республики Аргентины в Испании. Командор ордена Изабеллы Католической (Испания).
В настоящее время проживает в Испании, где активно поддерживает левопопулистскую партию «Подемос». Регулярно публикуется на страницах аргентинской газеты Página 12, выступает на своем YouTube-канале Punto de Emancipación Архивная копия от 12 июня 2020 на Wayback Machine.

## Взгляды
С 1990-х гг. публикует ряд текстов, в которых пытается установить связь между лаканианским психоанализом, с одной стороны, и философией и политикой, с другой.
Первоначально основное внимание в работах психоаналитика уделяется заимствованному им у Ж. Лакана понятию антифилософии, которое сам Х. Алеман в 2013 г. определил как «признание философского элемента, присутствующего в окружающих нас диспозитивах эпохи Техники, и проблематизация его с точки зрения того, чему учит аналитический опыт, вплоть до достижения истинного вопроса, который должен рассеяться в Конце философии — политического опыта равенства, общего и справедливости». Позднее интерес Х. Алемана смещается к интерпретации учения Ж. Лакана в ключе левой политики.

## Публикации
1972 - Invasiones y leyenda.
1973 - Sobre hospicios y expertos navegantes.
1974 - Iguanas.
1981 - Patética.
1998 - Lacan:Heidegger.
2000 - Lacan en la razón posmoderna.
2001 - El inconsciente. Existencia y diferencia sexual.
2003 - Derivas del discurso capitalista. Notas sobre psicoanálisis y política.
2008 - Arte, ideología y capitalismo, de Zizek, Alemán y Rendueles.
2008 - No saber.
2009 - Desde Lacan: Heidegger.
2009 - Para una izquierda lacaniana....
2010 - Lacan, la política en cuestión.
2012 - Soledad: Común. Políticas en Lacan.
2014 - En la frontera. Sujeto y capitalismo.
2016 - Horizontes neoliberales en la subjetividad.
2019 - Capitalismo: Crimen perfecto o emancipación.

### На русском языке
Алеман Х. Наслаждение философа Архивная копия от 8 июня 2020 на Wayback Machine. // Логос. Т. 26 № 6. 2016. С. 95-98.
Алеман Х. Об освобождении. Психоанализ и политика. М.: Горизонталь, 2019.